# Nissan (hebreu)

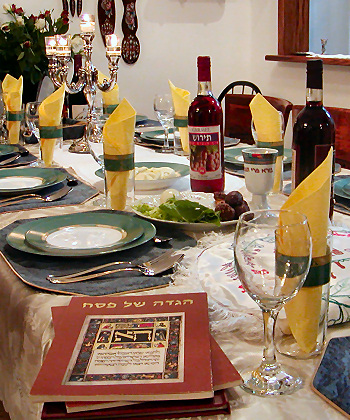
La Pasqua jueva té lloc durant el mes de Nissan

Nissan (en hebreu: נִיסָן; l'idioma accadi "nisānu" i aquest de l'idioma sumeri "nisag", "fill, primer brot") és el primer mes del calendari hebreu bíblic, que comença el seu compte a partir de la sortida dels hebreus de l'esclavitud a Egipte; mentre que en el calendari hebreu modern, que comença l'1 del mes de Tixrí i commemora la Creació del món, ocupa el setè lloc.
El seu nom significa "primers fruits" en accadi, ja que correspon al març o l'abril. També rep el nom d'Aviv a la Torà (que voldria dir "primavera"). Originàriament no tenia la primera posició, però el fet de celebrar la Pasqua en ell el va desplaçar al primer lloc del calendari religiós.

## Història
El nom atorgat al mes de Nissan a la Bíblia és simplement "el mes primer", seguint d'aquesta mateixa manera la resta dels mesos de l'any hebreu en la Torà, la numeració ordinal. És nomenat per primera vegada en el segon llibre de la Bíblia, l'Èxode: "Aquest mes us serà principi dels mesos, per a vosaltres serà aquest el primer dels mesos de l'any" (Èxode 12:2).
En algunes ocasions, la Bíblia es refereix a Nissan també com "el mes d'abib": "Guardaràs el mes d'abib, i faràs Pasqua a Jahvè el teu Déu, perquè el mes d'abib et va treure Jahvè el teu Déu d'Egipte" (Deuteronomi 16:1), i també en Èxode 13:4. Si bé el nom de "mes d'abib" és proper a la seva etimologia a "aviv", veu hebrea que significa " primavera", s'estima que el nom deriva de l'idioma fenici, i era el nom del mes utilitzat pels antics habitants de Canaan, que cridaven als seus mesos amb terminologia relacionada a l'agricultura i al clima.
El nom del mes com va arribar als nostres dies, Nissan, té els seus orígens en els noms dels mesos de l'antiga Babilònia, provinents de l'idioma accadi allà parlat, i d'aquí van ser adoptats pels jueus portats al desterrament entre 586 aC i 536 aC, pel rei babiloni Nabucodonosor II. El nom Nissan figura ja en la Bíblia: "El mes de Nissan, l'any vint del rei Artaxerxes, sent jo encarregat del vi, vaig prendre vi i l'hi vaig oferir al rei " (Nehemies 2:1); i també en el Llibre d'Ester: "L'any dotze del rei Assuer, el mes primer, que és el mes de Nissan " (Ester 3:7. El nom babiloni del mes de Nissan es va conservar no només en hebreu, sinó també en altres idiomes de la zona d'influència, com el turc modern, en el qual el mes d'abril es diu "Nisan".
Pesaj, la Festa de la Matsà, comença el dia 15 de Nisan i el poble jueu commemora l'alliberament de l'esclavitud d'Egipte.
.

## Calendari
Nissan compta sempre amb 30 dies i ha de coincidir sempre amb el principi de la primavera (boreal), determinada per l'equinocci vernal del 21 de març, en què el dia i la nit tenen la mateixa durada. Amb aquesta finalitat, i perquè la festivitat de Pésaj se celebri al mes de la primavera segons el precepte bíblic, va decidir el Sanedrí per aquestes dates si decretar o no l'embolisme de l'any, agregant al calendari un segon mes d'Adar i postergant així el començament de Nissan i la celebració de la Pasqua jueva en un mes.
El mes de Nissan es correspon amb els mesos gregorians de març i abril, segons l'any. El seu signe del zodíac és Àries, en recordació al sacrifici pasqual d'"un xai o cabrit per cada família" Èxode 12:3-10

## Festivitats jueves a Nissan

### Compte de l'Ómer
Comença el 16 de Nissan (segon dia de Pésaj) i es perllonga per 7 setmanes, fins a la festa de Xavuot, com està prescrit en el llibre del Levític 23:15: "Comptareu set setmanes senceres a partir de l'endemà del dissabte, des del dia en què haureu portat la garba de l'ofrena bressolada" .

### Dia de record de l'Holocaust
El dia de dol nacional en record a les víctimes de la Xoà - Originalment va ser proposat celebrar-ho el 14 de Nissan, en homenatge a l'aixecament del Gueto de Varsòvia, però atès que aquest dia és l'anterior al Seder de Pésaj, va ser traslladat al 27 de Nissan.

### Mimuna
Mimuna, (en hebreu מימונה, en àrab ميمونة) és una festa jueva d'origen marroquí que comença la nit de l'últim dia de Péssah. La Mimuna marca la fi de la prohibició de menjar hamets, com el pa o altres productes que contenen massa fermentada, prohibits durant tota la setmana de Péssah. Durant la Mimuna el costum és menjar dolços i pastes, i festejar fins a la matinada, anant de casa en casa visitant a la família i als amics.

### Pessa'h
La pasqua jueva, anomenada també "Festa de la Llibertat" o "Festa de la Primavera" - del 14 al 21 de Nissan, celebra l'alliberament del poble jueu de l'esclavitud a Egipte: "Set dies menjaràs àtzims i el dia setè serà festa del Senyor ... En aquell dia faràs saber al teu fill: 'Això és amb motiu del que va fer amb mi el Senyor quan vaig sortir d'Egipte' " (Èxode 13:6). Fora d'Israel, en la diàspora jueva, se celebra un dia més, fins al 22 del mes. Aquesta festa es començava a preparar des del dia 10 del mes de Nissan, quan cada família escollia per a si l'ovella, el moltó, o una cabra, que degollarien i la mantenien protegida fins a la meitat de la tarda del dia 14, quan la degollaven en preparació del sopar pasqual que se celebrava la nit del dia 14 del mes de Nissan, d'acord amb les instruccions que Moisès havia rebut directament de Déu (Èxode 12:2-13). És aquest sopar pasqual el que nostre Senyor Jesús i els seus deixebles van celebrar abans d'anar al jardí de Getsemaní la nit del seu arrest, ocasió que va arribar a ser coneguda com el Sant Sopar.